# Vasile Sărucan
Vasile Sărucan (ur. 23 sierpnia 1945, zm. 30 czerwca 2025) – rumuński lekkoatleta, skoczek w dal.
Odpadł w kwalifikacjach skoku w dal na mistrzostwach Europy w 1966 w Budapeszcie. Zajął 4. miejsce w tej konkurencji na europejskich igrzyskach halowych w 1969 w Belgradzie oraz 13. miejsce na mistrzostwach Europy w 1969 w Atenach. Na halowych mistrzostwach Europy w 1970 w Wiedniu zajął 7. miejsce.
Zdobył brązowy medal w skoku w dal na halowych mistrzostwach Europy w 1971 w Sofii, przegrywając jedynie z Hansem Baumgartnerem z RFN i Igorem Ter-Owanesianem ze Związku Radzieckiego. Na mistrzostwach Europy w 1971 w Helsinkach zajął 15. miejsce.
Zwyciężył w mistrzostwach krajów bałkańskich w 1970 i 1972.
Był mistrzem Rumunii w skoku w dal w 1966, 1968, 1969 i 1973.
Pięciokrotnie poprawiał rekord Rumunii w tej konkurencji, doprowadzając go do wyniku 7, 92, osiągniętego 7 lipca 1972 w Bukareszcie.